# Kaj og Bøje
Kaj og Bøje er to måger (formentlig sølvmåger), der medvirkede i Scandlines reklamefilm, der sendtes for første gang i 1997.
Kaj og Bøje protesterer mod at Scandlines sejler for meget mellem Rødby-Puttgarden og Gedser-Rostock. De påstår, at det er dyrplageri, fordi de jo også sejler med. 
Kaj og Bøje stoppede på skærmen 2007 efter 10 år.
I 2011 kom mågerne så tilbage på skæmen. Men denne gang får vi selskab af en ny måge, nemlig polakken Piotr, som er vikar for Kaj der er gået ned med stress. Så nu er det Bøje og Piotr, der ses i reklameblokkene. I den nye "sæson" er der indtil august lavet 3 reklamefilm med Bøje og Piotr.
Den nye måge Piotr er en hættemåge, han er en mere glad og tilfreds måge. Han er noget yngre end Bøje. Han er en mere opret måge i forhold til Bøje.
Alle mågerne er bygget af dukkebygger Poul Arne Kring.

## Stemmerne
- Kaj: Ole Fick
- Bøje: Søren Rislund
- Piotr: Brian Lykke
- Fortæller: Claus Bue